# 印台区
印台区（いんたい-く）は中華人民共和国陝西省銅川市に位置する市轄区。

## 行政区画
- 街道:城関街道、三里洞街道、王石凹街道、印台街道
- 鎮:陳炉鎮、紅土鎮、広陽鎮、金鎖関鎮、阿荘鎮